# 8533 Oohira
8533 Oohira (1993 BM) là một tiểu hành tinh vành đai chính được phát hiện ngày 20 tháng 1 năm 1993 bởi T. Urata ở Đài thiên văn Nihondaira.